# The Maid (film, 2005)
The Maid är en singaporiansk skräckfilm från 2005, regisserad av Kelvin Tong.

## Handling
Ett hembiträde från Filippinerna stöter på övernaturliga fenomen då hon anställds hos en Teochew-opera-famillj, med många hemligheter.

### Fotnoter
1. ↑  Zara Zhuang (10 maj 2016). ”Kelvin Tong lights joss sticks, explains horror movie to spirits” (på engelska). Today Online. http://www.todayonline.com/entertainment/movies/kelvin-tong-lights-joss-sticks-explains-horror-movie-spirits. Läst 25 september 2016.